# Соловецьке (Орловський район)
Солове́цьке (рос. Соловецкое) — село у складі Орловського району Кіровської області, Росія. Входить до складу Орловського сільського поселення.
Населення становить 46 осіб (2010, 98 у 2002).
Національний склад станом на 2002 рік — росіяни 97 %.